# 大溪地狐步
《大溪地狐步》（Tahiti Trot）是德米特里·德米特里耶维奇·肖斯塔科维奇以音樂劇《No, No, Nanette》中的《鴛鴦茶》（Tea for Two）為基礎，所改編成管弦樂版本的曲名。肖斯塔科维奇作此曲是受到指揮家尼古拉·馬爾科的挑戰。馬爾科聽過兩次《鴛鴦茶》之後，以100盧布為賭注打賭肖斯塔科维奇不可能在一小時之內將此曲改編為管弦樂版本。而肖斯塔科维奇卻以45分鐘完成了這項工作，因此贏得賭注。
《大溪地狐步》自從發表以來，深受喝采。肖斯塔科维奇加上正式的作品編號（Op.16），並由指揮家亞歷山大·高克建議，應用在著名的芭蕾舞劇《黃金年代》（The Age of Gold）中。